# Ährenträgerpfau

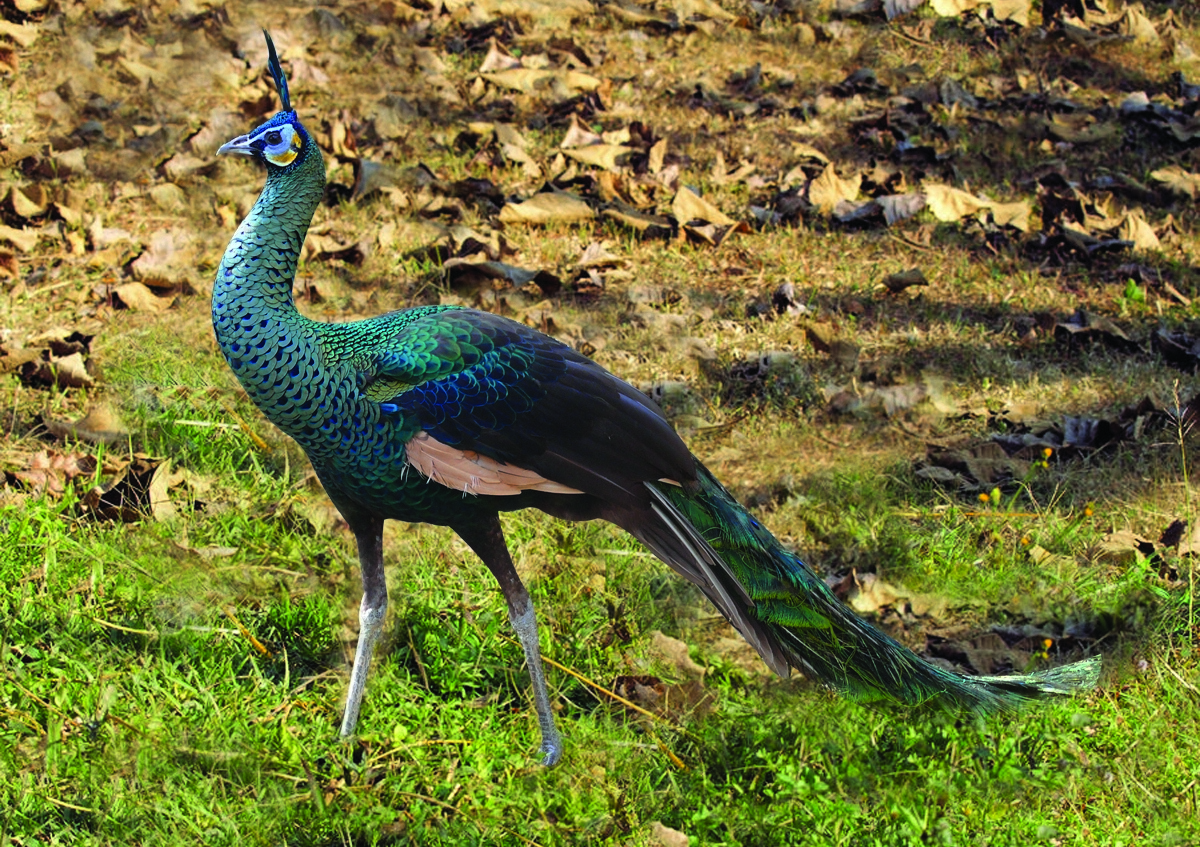
Männchen

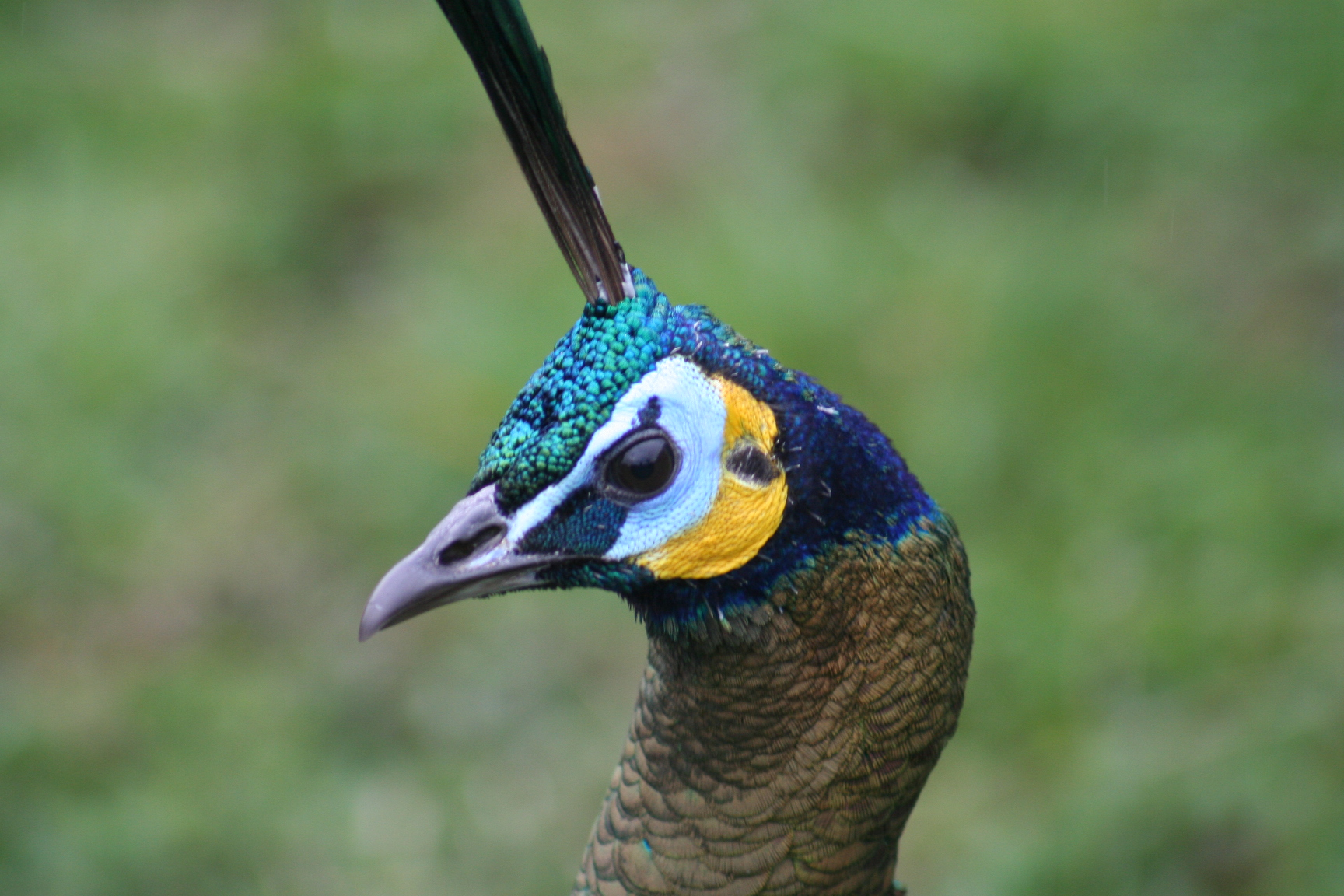
Männlicher Ährenträgerpfau Nahaufnahme

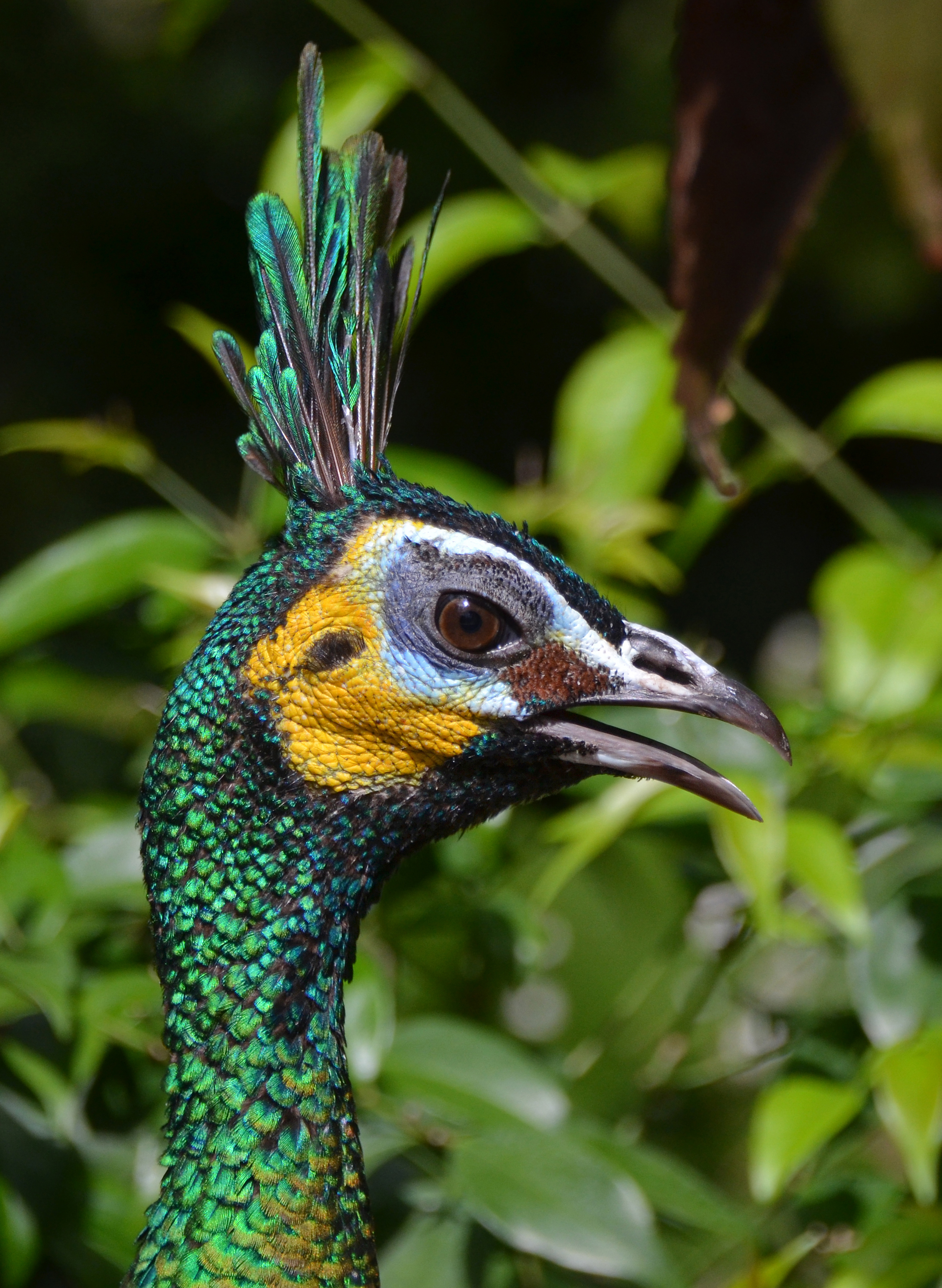
Nahaufnahme, Weibchen

Der Ährenträgerpfau (Pavo muticus), auch Grüner Pfau genannt, ist eine Vogelart aus der Familie der Fasanenartigen und ist ein enger Verwandter des Blauen Pfaus (Pavo cristatus) und mit diesem auch kreuzbar (es entsteht dann ein Spaldingpfau). Der Ährenträgerpfau kommt in der Natur nur in Südostasien vor. Es werden drei Unterarten beschrieben, die sich in der Färbung der Schwingen und dem Grünton des Körpergefieders unterscheiden.
Der Ährenträgerpfau kommt heute nur noch in kleinen Teilen seines Verbreitungsgebietes vor. Der Bestand ist stark rückläufig, die Bestandssituation wird daher mit „en“ (=endangered - stark gefährdet) angegeben. Die Gründe des Bestandsrückgangs sind vielfältig: Der Ährenträgerpfau wird sowohl wegen seines Fleisches als auch seiner Federn gejagt. In Thailand und China wird er als landwirtschaftlicher Schädling eingestuft und teils gezielt vergiftet. Die zunehmende Zersiedlung in seinem Verbreitungsgebiet erhöht den Jagddruck auf ihn, fragmentiert seine Lebensräume und isoliert die einzelnen Populationen voneinander.

## Merkmale
Männchen erreichen ein Körpergewicht von 3,8 bis 5 Kilogramm, Weibchen wiegen zwischen 2,7 und 4 Kilogramm, wobei der Burma-Ährenträgerpfau die größte Unterart ist. In der Farbe variiert der Ährenträgerpfau je nach Unterart stark, Brust und Hals sind jedoch immer grün oder grün-grau. Der Ährenträgerpfau ist hochbeiniger als der Blaue Pfau, hat einen längeren und schlankeren Hals und eine aufrechtere Körperhaltung. Deshalb wirkt er trotz seines geringeren Gewichtes größer als dieser.

### Männchen der Nominatform
Bei den Männchen der Nominatform befinden sich an Scheitel, Kehle und einem schmalen Abschnitt am Oberhals kurze, metallisch glänzende blaugrüne Federn. Auf der hinteren Scheitelmitte befindet sich ein fast senkrecht stehender Schopf aus schmalen goldgrünen Federn, die etwa 12 bis 15 Zentimeter lang sind. Die Kopfseiten sind teils unbefiedert, die unbefiederten Teile sind teils hell kobaltblau, teils hell chromgelb. Die unbefiederten Kopfseiten werden durch eine kurzgefiederte blauschwarze Zügelbinde zweigeteilt.
Die Federn am Hals, am Oberrücken und an der Brust bilden durch ihre breit kupfrig goldene und schmal grüne Säumung ein Schuppenmuster. Das Rückengefieder ist metallisch hellgrün, ein Schuppenmuster entsteht durch den schmalen schwarzen Saum. Die 100 bis 150 Oberschwanzdeckfedern bilden eine lange Schleppe, die eine Länge zwischen 140 und 160 Zentimeter erreichen kann. Die langen Oberschwanzdeckfedern werden gestützt von 20 Steuerfedern. Die einzelnen Federn haben eine ockerbraune Schaftregion und sind endgesäumt. Die Deckfedern tragen vor dem Ende einen großen runden bis herzförmigen Augenfleck (sogenanntes „Pfauenauge“). Dieser Augenfleck besteht aus einem dunkelblauen Mittelfleck, der von einem breiten, leuchtend emailblauen und einem bronzebraunen sowie einem schmalen goldgrünen und einem schmalen bronzefarbenen Ring umgeben ist. 
Die Flügeldecken sind leuchtend metallisch grün und blaugrün. Die Armdecken sind schwarzbraun mit isabellfarbenen Sprenkeln sowie einer blaugrünen Säumung der Federn. Die verdeckten Innenfahnen der Armschwingen sind schwarzbraun, die Außenfahnen sind dunkelblau und grün. Die Anschwiegen sind dagegen einfarbig dunkelbraun. Flanken und Bauch sind dunkelgrün, die Schenkel sind schwarz mit braunen Sprenkeln.

### Weibchen, Jungvögel und subadulte Männchen
Weibchen ähneln den Männchen sehr weitgehend in der Gesamtfärbung, sind insgesamt aber etwas matter. Der auffälligste Unterschied zu den Männchen ist das Fehlen der langen Schleppe. Im Gesicht ist der Zügelstreif kastanienbraun statt blauschwarz wie bei den Männchen. Das Brustgefieder ist bei den Weibchen isabellfarben gesprenkelt. Der Rücken und die inneren Flügeldecken sind schwarz, ockerfarben gebändert sowie grün gesäumt. Die Oberschwanzdecken haben nicht die Länge der der Männchen, erreichen aber fast das Ende der Schwanzfedern. Sie sind goldgrün und isabellfarben gebändert und weisen eine schwarze Sprenkelung auf. Die Schwanzfedern sind schwarz mit einer ockerfarbenen Bänderung. Die Handschwingen sind ockerfarben und sind auf den Außenfahnen sowie auf Teilen der Federspitzen schwarz gefleckt.
Jungvögel beider Geschlechter ähneln den Weibchen, sind aber deutlich matter und haben insbesondere am Gesicht und im Kehlbereich noch einzelne weiße Federn. 
Einjährige Männchen ähneln den Weibchen, unterscheiden sich jedoch von diesen durch die langen Beine, den blauschwarzen Zügelstreif und Handschwingen, die fast rein ockerfarben sind. Zweijährige Männchen ähneln bereits den adulten Männchen, bei ihnen ist die Schleppe jedoch noch deutlich kürzer und ihnen fehlen noch die Augenflecken. Erst bei fünf Jahre alten Männchen hat die Schleppe ihre maximale Länge erreicht.

### Stimme
Der Revierruf der Männchen ist ein weithin vernehmbares kii-ou. Dieser ist vor allem am frühen Morgen und am Spätnachmittag zu vernehmen. Werden sie aufgeschreckt, dann fliehen sie entweder ohne Rufe oder mit leisen tak tak tak-krooo-Rufen. Bei massiver Störung, die sie zum Auffliegen bringt, lassen sie weithin vernehmbare Alarmrufe ertönen. Auf diese Alarmrufe, mit denen die Ährenträgerpfaue unter anderem auch auf Tigergebrüll reagieren, reagiert auch grasendes Schalenwild.

## Verbreitung und Lebensraum

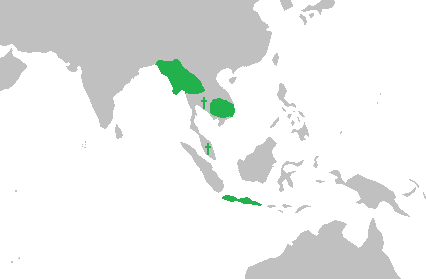
Verbreitungskarte

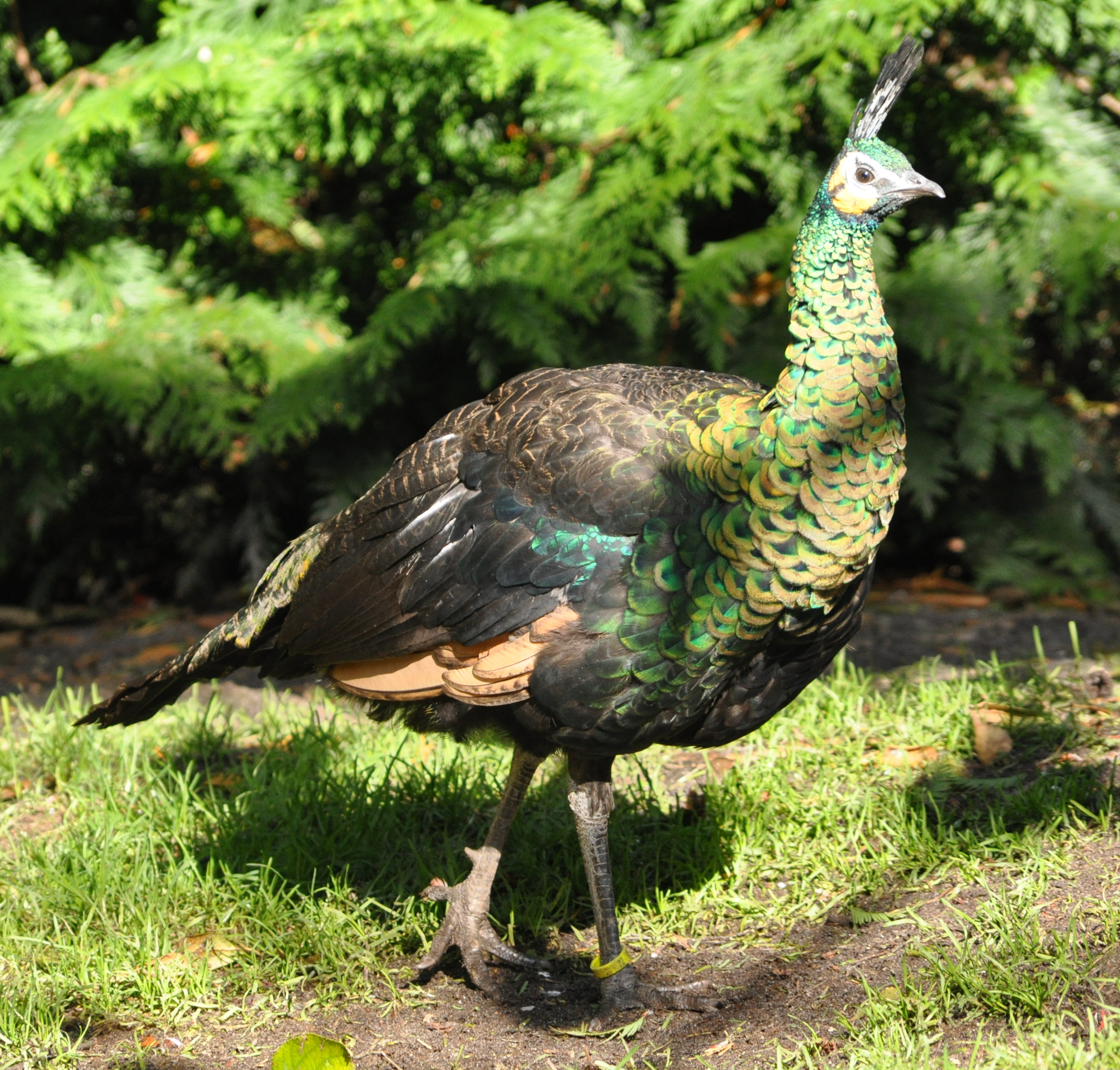
Weibchen

Das historische Verbreitungsgebiet des Ährenträgerpfaus erstreckte sich vom Nordosten Indiens und Bangladeschs über Myanmar und den Süden Chinas bis nach Vietnam und Malaysia bis auf die Insel Java. Er galt einstmals als die Art der Familie der Fasanenartigen, die in Asien am einfachsten zu beobachten war. Heute findet sich der Ährenträgerpfau nur noch in wenigen kleinen und voneinander isolierten Gebieten.
Auf der malaiischen Halbinsel war der Ährenträgerpfau bereits in der Mitte der 1960er Jahre ausgestorben. Zu dem Zeitpunkt war er auch bereits in weiten Teilen seines chinesischen Verbreitungsgebietes verschwunden und ähnliches galt für den Nordosten Indiens sowie möglicherweise auch für Bangladesh. In Thailand gibt es eine einzelne große Population im Wildschutzgebiet Huai Kha Khaeng, die in ihrem Bestand möglicherweise sogar zunimmt. In Vietnam sind die Bestandszahlen ebenfalls stark rückläufig, der Ährenträgerpfau kommt aber noch vor im Nationalpark Cát Tiên und im Nationalpark Yok Đôn. In Yunnan, China gibt es mehrere kleine und voneinander isolierte Populationen. Auf Java kommt der Ährenträgerpfau an mehreren Stellen vor, die meisten liegen im Nationalpark Ujung Kulon und im Naturpark Baluran. Einzelne Vorkommen gibt es auch noch in Myanmar sowie Kambodscha.

### Unterarten und ihr jeweiliges Verbreitungsgebiet
Es gibt drei Unterarten des Ährenträgerpfaus, die nach den Gebieten ihres Vorkommens benannt sind.
- Malaiischer Ährenträgerpfau (Pavo muticus muticus Linnaeus, 1766) – Malaysia, Java
- Burma-Ährenträgerpfau, oder auch Arrakan-Ährenträgerpfau (Pavo muticus spicifer Shaw, 1804) – Nordost-Indien und Nordwest-Burma, möglicherweise ausgestorben
- Indochina-Ährenträgerpfau (Pavo muticus imperator Delacour, 1949) – Thailand, Vietnam, Kambodscha, Laos, chinesische Provinz Yunnan

### Lebensraum
Der Lebensraum des Ährenträgerpfaus sind lichte Wälder, Waldränder und Waldwiesen. Auf Java kommen sie auch auf Teak-Plantagen vor. In Laos sind ihr typischer Lebensraum lichte Mischwälder und steinige Grassteppen in der Nähe immergrüner Waldflecken.

## Fortpflanzung

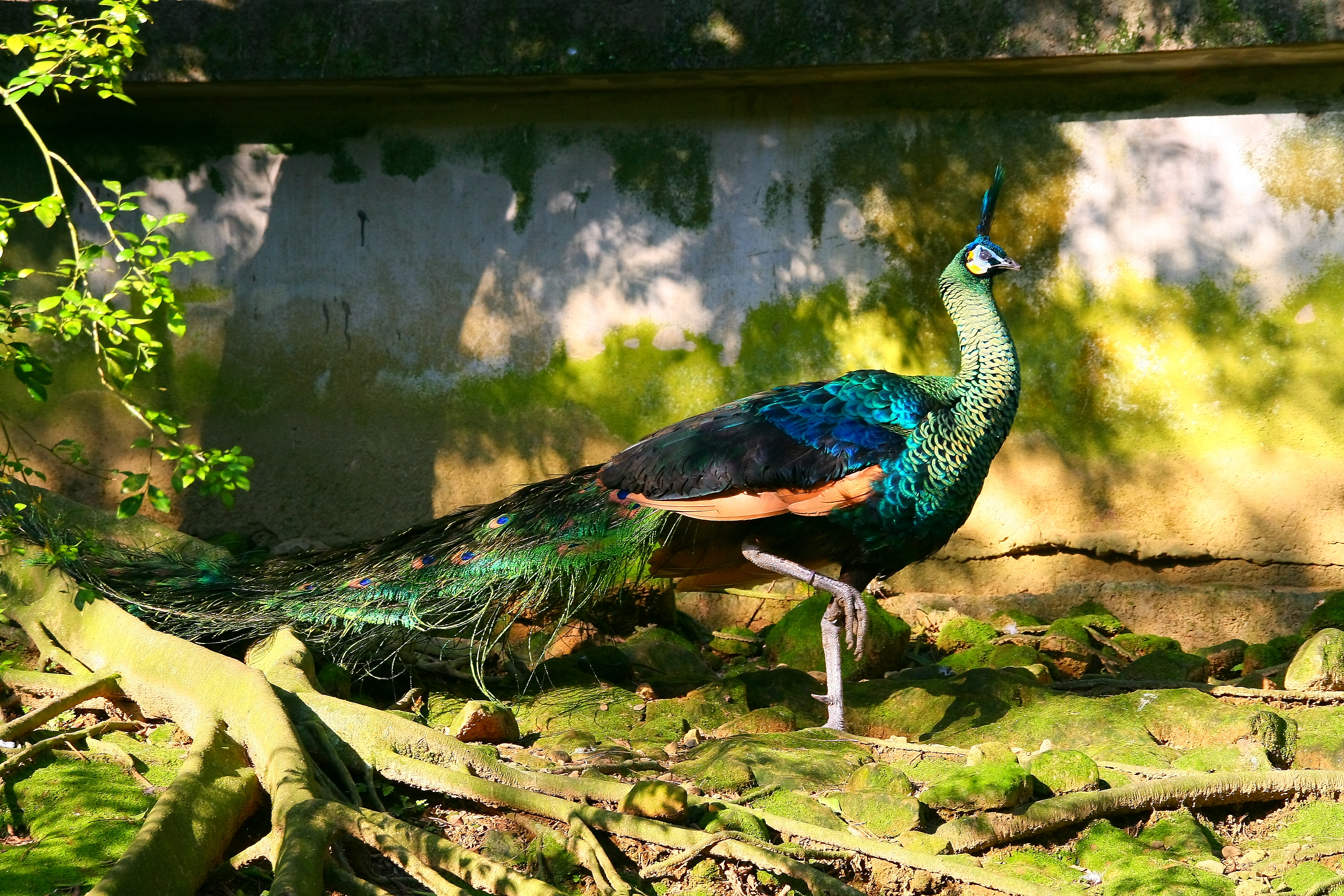
Männchen

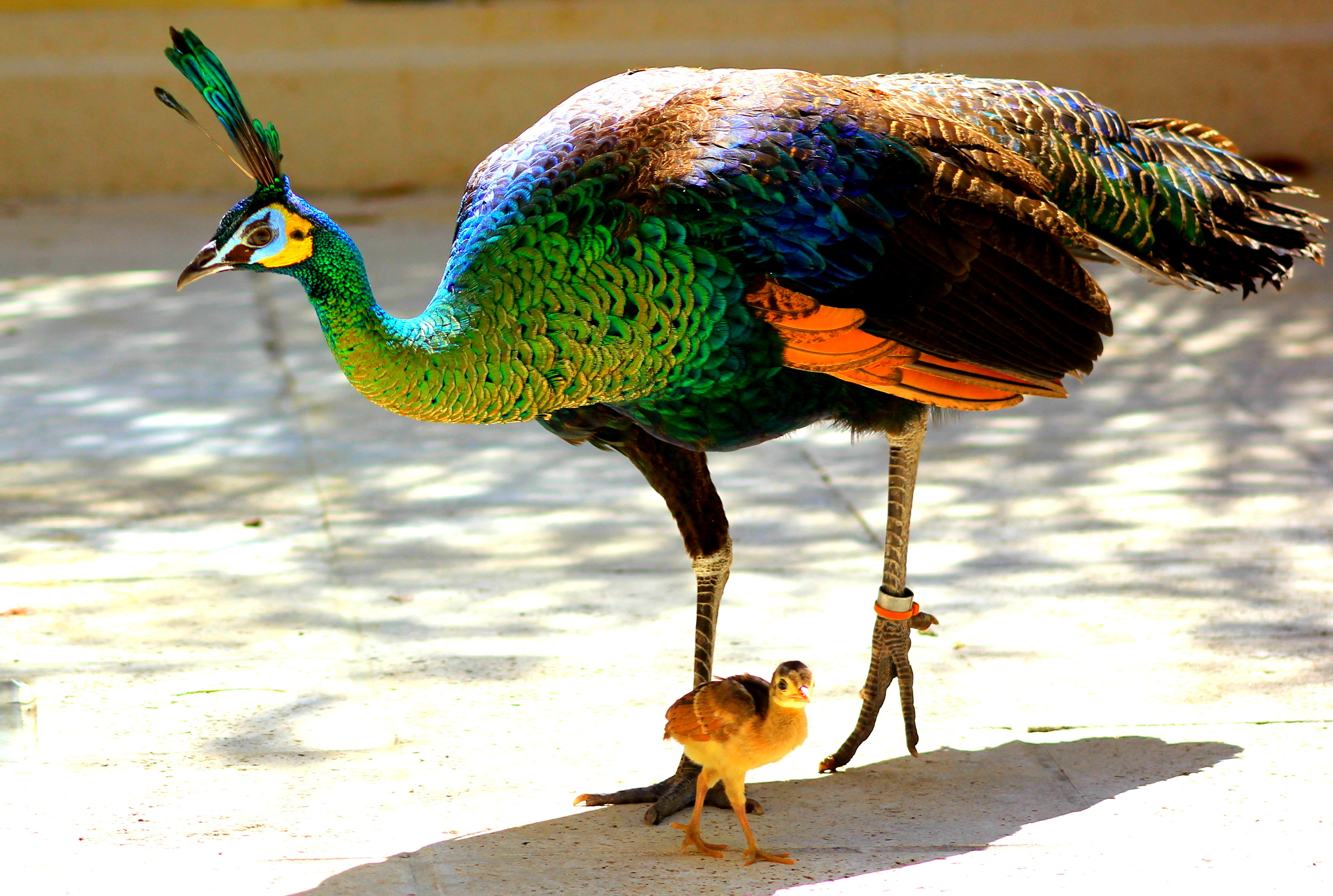
Weibchen mit Küken

Ährenträgerpfauen sind polygam, ein einzelnes Männchen hat einen Harem bestehend aus bis zu fünf Weibchen.
Das Nest ist eine flache Bodenmulde und wird in freier Wildbahn an Stellen errichtet, die geschützt liegen, aber gleichzeitig dem brütenden Weibchen die Möglichkeit bieten, die Umgebung zu beobachten. Es brütet allein das Weibchen. Die Brutzeit dauert 26 bis 28 Tage. Die Küken werden über drei Monate lang von der Mutter geführt.

## Haltung
In China und Japan wurde der Ährenträgerpfau als Ziervogel gehalten. Nach Raethel ist er der Pfau, der in der traditionellen Kunst beider Länder dargestellt wird, und die Beschreibungen der Art durch Buffon, Brisson sowie Linné im 18. Jahrhundert beruhen auf einem Bild, das ein japanischer Kaiser dem Papst geschenkt habe.
Nach jetzigem Erkenntnisstand wurde der Ährenträgerpfau vor dem 19. Jahrhundert nicht in Europa gehalten; eine erste Haltung im Zoologischen Garten von London ist für 1831 belegt. Edward Smith-Stanley, 13. Earl of Derby hielt ab 1851 in seiner Menagerie auf Knowsley Hall ebenfalls diese Pfauenart. Die europäische Erstzucht gelang vermutlich 1867 ebenfalls dem Londoner Zoo.
Der Ährenträgerpfau ist, anders als der Blaue Pfau, kälteempfindlich, nicht standorttreu und aggressiver als dieser. Deshalb ist er für die Freilandhaltung nur sehr eingeschränkt geeignet. Die Pfauenmännchen rufen dafür aber nur zur Balzzeit im Frühjahr und wesentlich seltener, und ihre Stimme ist tiefer und leiser als die ihres Verwandten.